# Johann Wilhelm Christian Gustav Casparson
Johann Wilhelm Christian Gustav Casparson, häufig nur J.W.C.G.C., (auch nur J. W. C. G. Casparson; * 7. September 1729 in Gießen; † 3. September 1802 in Kassel) war ein deutscher Schriftsteller, Historiker und Hochschullehrer.

## Leben
Casparson stammte aus einer schwedischen Familie. Sein Vater Johann Casparson (1692–1742) floh aus Schweden und war beim hessischen Postwesen in Gießen beschäftigt. Er war der Verfasser der Gespräche im Reiche der Todten. J.W.C.G. Casparson erhielt seine Schulbildung auf den Pädagogien von Gießen und Halle an der Saale. Ein Angebot von Freunden seines Vaters, ihm das Studium der Theologie zu finanzieren schlug er aus, entsprach dieses Fach nicht seinen Interessen.
Casparson erhielt eine Anstellung als Hofmeister beim Staatsmann Leonhard Heinrich Ludwig Georg von Canngießer. In dieser Zeit veröffentlichte er erste Gedichte, wodurch er 1751 zum Mitglied der Deutschen Gesellschaft zu Göttingen ernannt wurde; 1753 folgte auf Antrag Johann Christoph Gottscheds die Mitgliedschaft in der Leipziger Gesellschaft der freien Künste, in der er an deren Publikationsorgan Neuesten aus der anmuthigen Gesellschaft mitarbeitete und dort auch eigene Beiträge und Gedichte zur Veröffentlichung brachte. Auf ihn wurde nun der Landgraf Wilhelm VIII. von Hessen-Kassel aufmerksam. Er ermöglichte ihm ab 1756 ein Studium an der Universität Göttingen. Hier verblieb er, bis ihn 1758 kriegerische Auseinandersetzungen zur Rückkehr nach Kassel zwangen.
Casparson erhielt nach seiner Rückkehr 1759 eine Anstellung als Lehrer der Geschichte und schönen Literatur am Collegium Carolinum in Kassel. 1760 wurde er dort zum Professor befördert. Er verblieb in dieser Stellung bis zur Auflösung der Hochschule und war zwischenzeitlich zusammen mit Canngießer an der Reform der Hochschule beteiligt. Ab 1778 war er zudem Lehrer der alten Geschichte und der deutschen Sprache beim Kadettenkorps in Kassel. Außerdem wurde er bei der Gründung des Lyceum Fridericianum Mitglied dessen Direktoriums. Zugleich war er als Zensor für seine Landesherren tätig. 1783 wurde er zum hessischen Rat ernannt.
Casparson war Mitglied der Freimaurerloge Zum Gekrönten Löwen in Kassel. Daneben war er seit der Gründung Mitglied der Gesellschaft der Alterthümer. Sie wurde 1777 von Landgraf Friedrich II. von Hessen-Kassel ins Leben gerufen. 1786 wurde Casparson zu deren Sekretär ernannt. Ebenfalls 1777 wurde er Mitglied des Königlichen Historischen Instituts zu Göttingen.

## Werke (Auswahl)
- Hessens großer Carl: in einem Lobgedicht am Carlstage 1753 besungen, Hueter, Kassel 1753.
- Theutomal, Hermanns und Thusneldens Sohn: Ein Trauerspiel in drey Aufzügen, Hemmerde, Kassel 1771.
- Abhandlung von Verhütung des Bettelns in einer Haupt- und Residenzstadt, Cramer, Kassel 1783.
- Von der Polizey überhaupt und der Hessischen insbesondere, Hof-Buchdruckerei, Kassel 1784.
- Gedichte: Ein Beytrag zur Geschichte deutschen Geschmacks, Griesbach, Kassel 1797.
- Wie kann der Landmann seine Dorfwege ohne Kosten des Staats und seine eigene Ueberlast zu seinem Nutzen verbessern?, Griesbach, Kassel 1801.